# كلية الملك فهد الأمنية
كلية الملك فهد الأمنية كلية حكومية أمنية تتبع مباشرةً لوزارة الداخلية السعودية. تأسست في 24 ديسمبر 1935، الموافق 29 رمضان 1354. وتقع على طريق خريص شرق مدينة الرياض، عاصمة المملكة العربية السعودية. تقوم الكلية بتعليم وتدريب طلابها على الحياة الأمنية وعلى حماية أمن وأستقرار البلاد. ويحصل خريجو الكلية على شهادة بكالوريوس في العلوم الأمنية.

## تاريخ
اقتضت ضرورة تطور الحياة بعد توحيد البلاد على يد الملك عبد العزيز الأخذ بالأسلوب العلمي في جميع الشؤون الحياتية، ولتحقيق الاستقرار واستتباب الأمن الداخلي كان لابد من أن يتسلح المعنيون بقضايا الأمن بالعلم والتدريب. وكانت أبرز محطات الكلية تاريخيا:
- صدور الأمر السامي الكريم في 29 رمضان 1354هـ بالموافقة على اقتراح مديرية الشرطة الذي يتضمن إنشاء مدرسة للشرطة في مكة المكرمة، بهدف الاعتناء بإعداد أفراد منسوبي الشرطة وتأهيلهم من الناحيتين العلمية والعسكرية.
- في 29 رمضان 1354هـ صدر الأمر السامي الكريم بالموافقة على إنشاء مدرسة الشرطة بمكة المكرمة.
- وفي عام 1369هـ صدرت تعليمات بتحديد مدة الدراسة وشروط القبول، وتحديد الإجراءات الإدارية والتعليمية المنظمة لسير العمل، وتحديد رتبة الخريج. وكان الخريج يعين برتبة (مفوض) أو مساعد مفوض، وكانت المناهج تتضمن دراسة المواد المدنية كالإنشاء والمطالعة والجبر والهندسة وبعض الأنظمة الإدارية والتصوير الجنائي وغيرها إضافة إلى التدريب العسكري والرياضي.
- وفي عام 1370هـ حدد مؤهل القبول بإتمام الدراسة الابتدائية، وأصبحت مدة الدراسة سنة واحدة.
- وفي عام 1377هـ أصبحت مدة الدراسة سنتين، وبقي مؤهل القبول كما كان شهادة إتمام الدراسة الابتدائية.
- وفي عام 1380هـ أصبح مؤهل القبول فيها الثانية المتوسطة، وبقيت مدة الدراسة سنتين.
- وفي عام 1381هـ ارتفع مؤهل القبول إلى شهادة إتمام الدراسة المتوسطة، وأصبحت مدة الدراسة ثلاث سنوات.
- وفي عام 1385هـ تغير مسماها إلى كلية «الشرطة» بدلا من مدرسة الشرطة.
- وفي عام 1385هـ نقلت الكلية من مكة المكرمة إلى مدينة الرياض.
- وفي25 محرم 1386هـ. صدر قرار وزاري بفصل كلية الشرطة عن مديرية الأمن العام وإلحاقها قطاعا مستقلا بوزارة الداخلية مباشرة، كما نص على تشكيل مجلس للكلية.
- وفي 21 ربيع الأول 1386هـ. صدر قرار مجلس الوزراء الذي نص على تغيير اسم الكلية إلى «كلية قوى الأمن الداخلي»، وربطها بجهاز الوزارة مباشرة، وإيجاد ميزانية مستقلة لها مع إتاحة الفرصة لجميع قطاعات الأمن للاشتراك في مناقشة الخطة العامة للكلية.
- في 15 ربيع الثاني 1386هـ. أصبح مؤهل القبول شهادة الثانوية العامة.
- وفي عام 1391هـ أصبحت مدة الدراسة بالكلية ثلاث سنوات يحصل المتخرجٌ على شهادة البكالوريوس في علوم قوى الأمن الداخلي ويحصل على رتبة ملازم.
- وفي عام 1394هـ أخذت الكلية بالأساليب الحديثة في أنظمة التعليم وطبقّت نظام الفصول الدراسية.
- وفي عام 1403هـ صدر أمر ملكي كريم بتغيير اسم الكلية إلى «كلية الملك فهد الأمنية» كما تغير اسم الشهادة إلى «بكالوريوس علوم أمنية».
- وفي عام 1405هـ وضع خادم الحرمين الشريفين حجر الأساس لمبنى مقر المديرية العامة لكلية الملك فهد الأمنية وتم الانتقال إلى المقر الجديد عام 1409هـ.
- في عام 1422هـ تم قصر القبول في الكلية على خريجي الجامعات.
- في عام 1438هـ تم إعادة برنامج بكالوريوس العلوم في الدراسات الأمنية مع إضافة شرط اجتياز السنة التحضيرية بمعدل 4 فما فوق في أحد الجامعات الحكومية التالية جامعة الملك سعود جامعة الامام محمد بن سعود جامعة الملك عبدالعزيز

## مهمة الكلية
- إعداد رجل الأمن المؤهل للمحافظة على أمن وسلامة الفرد والمجتمع.
- تثقيف رجل الأمن عن طريق عقد الدورات المتخصص التأهلية لضباط قوى الأمن عموماً.[2]

## التوظيف بعد التخرج
يتمتع الخريجين بوظائف في أحد قطاعات وزارة الداخلية
- الأمن العام (الشرطة -المرور - أمن الطرق - دوريات الأمن - الأمن الدبلوماسي - أمن الحج والعمرة)
- قوات الطوارئ الخاصة .
- قوات الأمن الخاصة.
- المباحث العامة.
- المديرية العامة للدفاع المدني.
- المديرية العامة للجوازات.
- كلية الملك فهد الامنية.
- ديوان الوزارة.
- المديرية العامة لمكافحة المخدرات.
- حرس الحدود.
- المديرية العامة للسجون.
- قوات أمن المنشآت.
- القوات الخاصة للأمن البيئي.
- القوات الخاصة للأمن والحماية.

## مدراء الكلية
| اللقب        | مدير الكلية                     | الفترة          |
| ------------ | ------------------------------- | --------------- |
| الأستاذ      | مهدي بن مصلح                    | 1354 - 1365     |
| اللواء       | علي بن جميل                     | 1365 - 1369     |
| العقيد       | مراد حمدي                       | 1369 - 1378     |
| اللواء       | عبد العزيز بن نجيفان            | 1378 - 1380     |
| اللواء       | كمال سراج الدين مرغلاني         | 1380 - 1387     |
| الفريق أول   | عبد الله بن عبد الرحمن آل الشيخ | 1387 - 1390     |
| الفريق       | محمد بن علي السحيلي             | 1390 - 1408     |
| الفريق       | محمد بن عبد الله الطويان        | 1408 - 1419     |
| اللواء       | ابراهيم بن عبد الرحمن الطخيس    | 1419 - 1420     |
| اللواء       | عبد الرحمن بن عبد العزيز الفدا  | 1420 - 1431     |
| اللواء دكتور | فهد بن أحمد الشعلان             | 1431 - 1435     |
| اللواء       | سعد بن عبد الله الخليوي         | 1435 - 1439     |
| اللواء دكتور | علي بن عبد الرحمن الدعيج        | 1439 - حتى الآن |

## مهام الكلية

### الجانب التعليمي
- المواد الجنائية
- المواد الإدارية
- المواد الاجتماعية
- المواد العسكرية
- المواد الأمنية
- مواد متنوعة

### الجانب التدريبي
- جناح الدفاع المدني
- جناح التحقيق الجنائي
- جناح الآليات
- جناح المرور
- جناح الاشارة
- جناح الأسلحة
- جناح الطبوغرافيا العسكرية
- جناح البصمات
- جناح حفظ النظام
- جناح المخدرات
- إدارة الطلبة
- الإدارة الداخلية للطلبة
- أنواع الرتب الفخرية
- الواجبات الموكلة إلى الطلبة القائمين على إدارة زملائهم.[3]

## بعضاً من أبحاث الكلية
تتوفر بمكتبة الملك فهد الوطنية الكثير من أبحاث كلية الملك فهد الأمنية، ومنها:
- ابن تيمية واختياراته الفقهية في الجنايات والحدود.
- أسباب انفجار الإطارات ووسائل الحد من حوادثها المروية.[4]
- الاتجاه نحو مهنة التدريس وعلاقته ببعض المتغيرات الدراسية.
- اتجاهات السياسة الشرعية في عقوبة القتل تعزيرا.
- الآثار الاجتماعية المترتبة على نظام المناوبات.
- اثر الإكراه في المسئولية الجنائية.
- إدارة الوقت في الأجهزة الأمنية.
- إجراءات ضبط الجريمة.[5]
- سيارات الخدمات وتأثيرها في حركة السير بمشعر منى (دراسة حج عام 1322هـ).
- المنظومة الأمنية والآثار السلبية والإيجابية لشبكة الإنترنت.
- استخدامات شبكة الأنترنت في مجال الإعلام الأمني العربي (دراسة وصفية).[6]

## انظر ايضاً
- الرياض
- وزارة الداخلية